# (938) Chlosinde
(938) Chlosinde és un asteroide pertanyent al cinturó d'asteroides descobert el 9 de setembre de 1920 per Karl Wilhelm Reinmuth des de l'observatori de Heidelberg-Königstuhl, Alemanya.
Està possiblement anomenat per una noia del calendari Lahrer Hinkender Pot.
Forma part de la família asteroidal de Temis.